# Autostrada M85 (Węgry)
Droga ekspresowa M85 (węg. M85-as autóút) – Częściowo zbudowana  autostrada na Węgrzech, w ciągu trasy europejskiej E65. Autostrada ta ma połączyć Győr, Csornę oraz Sopron.